# Lucio Verginio Rufo
Lucio Verginio Rufo (en latín: Lucius Verginius Rufus;14-97) fue un senador y general romano que vivió en el siglo I y desarrolló su cursus honorum bajo los reinados de Nerón, Vespasiano, Tito, Domiciano, y Nerva. Fue cónsul romano en tres ocasiones: la primera como cónsul ordinario en el año 63 junto con Gayo Memio Régulo, la segunda como sufecto en el año 69 junto con Lucio Pompeyo Vopisco y la tercera en el año 97 también como ordinario junto con el propio emperador Nerva.

## Orígenes familiares
Rufo nació en la ciudad de Mediolanum cerca de Como en el norte de Italia, originario de una familia de la clase ecuestre.

## Carrera política
Se desconoce su carrera temprana, pero tuvo que desempeñar varias magistraturas inferiores, una de ellas es la de procurador encargado de las finanzas de la ciudad de Esmirna, luego se convirtió en senador y finalmente fue cónsul en el año 63 durante el reinado de Nerón. Luego en el año 67 fue nombrado gobernador de la provincia de Germania Superior, teniendo bajo su mando a las legiones IV Macedonica, XXII Primigenia y XXI Rapax. El gobierno de Nerón fue percibido cada vez más despótico por la aristocracia y, finalmente, esta percepción condujo a una rebelión abierta. El protagonista de esta revuelta fue el gobernador de la Galia Lugdunense, Gayo Julio Víndex, un príncipe aquitano y senador romano: habiendo elegido a un posible sucesor al trono, el gobernador de la Hispania Tarraconensis Servio Sulpicio Galba, Víndex se rebeló finalmente en abril del año 68. Según Dión Casio, Rufo se movilizó contra Víndex para luchar contra él. Al llegar a Besançon, la ciudad no le abrió sus puertas, y Rufo la sitió. Víndex avanzó en ayuda de la ciudad sitiada; después de intercambiar mensajes, los dos comandantes acordaron reunirse a solas ellos dos. Según Dión Casio, los dos llegaron a un acuerdo para derrocar a Nerón. Víndex avanzó entonces con su ejército con el objetivo de ocupar la ciudad; al ver esto y pensar en cambio que Víndex estaba a punto de dar batalla, los hombres de Rufo reaccionaron por iniciativa propia y atacaron al enemigo desprevenido, masacrándolo. Víndex, derrotado, se suicidó. En este punto, las legiones de Germania aclamaron repetidamente a Rufo como emperador, intentando forzarle a aceptar el imperio; Rufo, sin embargo, se negó y declaró que no aceptaría ese honor para sí mismo, ni permitiría que se lo otorgaran a nadie más que al elegido por el Senado. En junio, el Senado tomó la decisión de reconocer a Galba como emperador y Nerón se suicidó. En el año 69 Rufo concluyó su mandato como gobernador de Germania, para ser reemplazado por Marco Hordeonio Flaco. En abril de ese año, las legiones de las provincias del Rin, temiendo que su lealtad a Nerón fuera castigada por Galba, proclamaron emperador al gobernador de Germania Inferior, Aulo Vitelio. Mientras tanto, Galba había sido asesinado y el Senado había elegido a Marco Salvio Otón en su lugar. Verginio, nombrado cónsul sufecto para ese año,  era leal a este último, pero las tropas de Otón fueron derrotadas por las de Vitelio en la Primera batalla de Bedriacum, y los soldados de Otón arrestaron, por razones desconocidas, a Rufo, quien, sin embargo, logró escapar. Aconsejó al Senado que reconociera a Vitelio como emperador, y más tarde fue a Pavía a visitar al nuevo César: en esta ocasión Vitelio le salvó la vida, rescatándolo de la furia de sus ex soldados, cuya aclamación había rechazado para luego pasarse al bando de Otón.
Rufo también estuvo en peligro cuando Vespasiano llegó al trono, ya que era considerado capax imperii, candidato a la púrpura; decidió entonces retirarse a la vida privada, y eligió una propiedad situada en Alsium (actual Ladispoli, en la costa tirrena al noroeste de Roma), donde se mantuvo ocupado con los estudios, la poesía y tuvo un salón literario, que probablemente incluía a Plinio el Joven, de quien era preceptor y benefactor, y Quintiliano. La alta consideración que la historiografía de la época de Vespasiano tenía de la figura de Verginio hizo que Plinio el Joven escribiera en una ocasión que:

"Durante treinta años, luego de su momento de gloria, vivió leyendo sobre sí mismo en la historia y en la poesía, de modo que fue un testigo vivo de su gloria futura",  
Plinio el Joven, Epistulae, II.1.2.

Después del asesinato del emperador Domiciano en septiembre del año 96, el Senado eligió a Marco Coceyo Nerva como su sucesor. La elección no fue del agrado de las legiones; por eso fue significativo que el nuevo emperador eligiera como colega consular en el año 97 al anciano Verginio, exitoso comandante que había rechazado ser emperador y había preferido la lealtad al Senado a la púrpura. Cuando Verginio estaba a punto de comenzar su discurso inaugural de su consulado, se le cayó sin querer un libro que llevaba y, al agacharse para recogerlo, resbaló en el suelo liso y se cayó, fracturándose la cadera. Murió unos meses después tras un largo sufrimiento, recibiendo un funeral de estado.
Tácito, posteriormente cónsul sufecto y famoso como historiador, pronunció su discurso fúnebre. El mismo Rufo escribió su propio epitafio:

"Aquí yace Rufo, que una vez derrotó a Víndex...
y liberó el poder imperial
no para sí mismo, sino para su patria".